# Aliblu Airways

La rete Aliblu all'inizio delle operazioni

Aliblu Airways è stata una compagnia aerea italiana fondata il 22 dicembre 1986 a Napoli per effettuare voli regionali a partire da località del Mezzogiorno verso il resto dell'Italia e anche per l'estero. Il capitale sociale fu sottoscritto per il 60% da ALI-Aero Leasing Italiana SpA guidata da Eugenio Buontempo. Le attività di volo furono commercializzate tramite la rete Alitalia (azionista al 10%) mentre l'assistenza tecnica fu garantita da ATI-Aero Trasporti Italiani. Quale marchio fu scelto il falco pellegrino, un volatile diffuso in tutto il Mediterraneo, caratterizzato da inquietudine, spostamenti rapidi e frequenti. Tutto ciò che rispecchiava gli intenti della società. Aliblu Airways iniziò i voli di linea il 16 giugno 1987 con quattro biturbina British Aerospace "Jetstream" 31 da 18 posti. Il servizio di bordo era ridotto all'essenziale: caffé, tè e biscotti con formula self-service. L'equipaggio era costituito dai soli piloti, nessun assistente di cabina. La rete iniziale comprendeva 18 scali italiani ed esteri - i punti nodali erano Napoli e Roma - con un'estensione complessiva di oltre 6.000 chilometri.
L'attività si svolse regolarmente anche se, progressivamente, furono abolite alcune destinazioni e alcune frequenze. La società interruppe le attività nel 1989.